# Emmanuelle Honorin
Emmanuelle Honorin est une productrice, journaliste et autrice française, née le 25 février 1968 à Paris.
Elle produit des événements dans le domaine des musiques du monde. Ses différentes productions (livres, concerts, spectacles, films...), issues de travaux de terrain, au Maroc, en Haïti, à Cuba et en Argentine, ont permis de faire découvrir plusieurs artistes et styles musicaux originaux aux publics européens,.

## Biographie
Titulaire en 1991 d'une maîtrise d'ethnologie (Université Paris 7) qui a pour sujet les musiques au sein des cultes de possession au Maroc (rituels gnawa), elle élargit plus tard son champ d'étude à d'autres pratiques musicales et formes rituelles domestiques à partir d'enregistrements, d'écrits et de mises en scène de spectacles. Ses collectages de terrain la mènent alors en Haïti, à Cuba, puis en Argentine.
Après avoir été chargée de montage de projets à la Maison des cultures du monde et après avoir assisté Martin Meissonnier pour « la révolutionnaire série musicale » Mégamix, une émission musicale diffusée sur Arte (1993), elle devient journaliste pour, entre autres, Le Monde de la musique, Diapason entre 1996 à 2009, et pour le magazine GEO, au sein duquel elle est responsable de la rubrique Musique, sous la direction de Jean-Luc Marty, de 1998 à 2013,,.
Aujourd’hui et depuis 2008, elle dirige Géomuse, une association culturelle qui intervient dans la production, la diffusion et la programmation de projets dans le domaine des musiques du monde intégrant les dimensions du spectacle vivant. En 2018, l'association a pour président, le journaliste et animateur de radio ivoirien, Soro Solo.
Passionnée de tango, elle écrit en 2011, Piazzolla. Le tango de la démesure, une biographie d’Astor Piazzolla,. En 2015, elle coécrit le Dictionnaire passionné du tango. Elle partage sa passion en proposant plusieurs fois par an depuis 2008, La Contradanza, un programme de bals et de salons de musique consacré au tango, à La Bellevilloise à Paris.
Elle est membre de la commission Musiques du monde de l'Académie Charles-Cros depuis 2014.
Elle est l'épouse du cinéaste Charles Najman de 2012 à 2016. Elle a un enfant et habite à Bagnolet.

### Spectacles vivants
Approfondissant le thème du passage du rituel au spectacle et de la mise en scène des musiques traditionnelles sous une forme contemporaine, Emmanuelle Honorin conçoit et produit, en relation avec des théâtres, des salles et des institutions, des spectacles d'artistes, cubains, haïtiens et marocains avec lesquels elle travaille sur le long terme. Une particularité de son travail est de mettre en scène, sur certains projets, des musiciens non professionnels et issus, pour la plupart, du monde paysan.

#### Spectacles, concerts et tournées
Elle réalise La lila des gnaouas, une mise en scène du rituel nocturne marocain pour l’Institut du Monde Arabe (Paris) en 1991, puis à Marie-Galante en 1995.
En 1997, elle effectue une création pour le Théâtre Jean Vilar (Suresnes), La nuit touaregs au désert du Tassili.
En 1998, dans le cadre de la commémoration du 150ème anniversaire de l'abolition de l'esclavage en France, elle conçoit un plateau musical, Le bal Loa, meringues et cérémonie vaudou paysanne, à la Grande Halle de la Villette et la tournée européenne qui a suivi.
De 1999 à 2004, elle s'implique dans la réalisation des tournées de l'Haïtien Ti coca.
En 1999, en collaboration avec le chanteur et compositeur Cyrius, elle met en scène les Sœurs Faez, deux chanteuses octogénaires, au sein du projet musical La Casa de la Trova, tout d’abord au Trianon (Paris) puis dans plusieurs villes françaises, entre autres, à la salle Le Quartz de Brest et au théâtre Le Maillon de Strasbourg (1999-2005),. Toujours avec Cyrius, elle met en scène les tournées de La banda, la Banda Municipal de Santiago de Cuba (2003-2005).
En collaboration avec Alain Weber, elle présente les cycles Tambours Caraibes à la Cité de la musique à Paris (2003-2007), puis, en 2007, le spectacle Repentistas ! Gardiens de verbes et de vaches au Musée du quai Branly (Paris).
Dans la lignée de la mise en scène La lila des gnaouas réalisée au début des années 90, elle produit le spectacle Gnawa home songs au théâtre du Quartz à Brest le 25 mars 2008.
Depuis 2005, elle travaille en étroite collaboration avec le chanteur et danseur haïtien Erol Josué, par ailleurs directeur du Bureau National d'Ethnologie à Port-au-Prince (Haïti). Outre l’organisation de ses tournées européennes, elle conçoit avec lui, en 2012, le spectacle Les Dieux de la mer pour l'Institut français d’Essaouira (Maroc).
Elle réalise le spectacle Café de los maestros pour la Salle Pleyel en 2008.
Dans le cadre du Festival d'Île de France en 2012, elle produit Tango connection au Bataclan (Paris).
En 2014, elle organise la dernière tournée de Tango negro, un spectacle du musicien argentin Juan Carlos Cáceres,

#### Productions actuelles
Depuis 2006, elle crée une animation baptisée L’arbre à palabres réalisée dans le cadre du festival annuel Gnawa et Musiques du monde à Essaouira.
Depuis 2008, elle programme à La Bellevilloise (Paris), la Contradanza XXL, un événement qui a lieu plusieurs fois par an, avec cours, concert et bal où elle invite de nombreux artistes et intervenants autour du tango.
Depuis 2017, elle coproduit Jazziro, une formation menée par le chanteur argentin Jairo, qui a fait un retour remarqué sur la scène française en 2018, avec notamment aux percussions, Minino Garay, et au piano, Baptiste Trotignon,.

## Discographie
De 1998 à aujourd'hui, en tant que directrice artistique et à partir de ses travaux sur le terrain, Emmanuelle Honorin a contribué à la production de plusieurs albums.

### Tango et Argentine
- Altiplano, 2008, Accords Croisés[31] (en collaboration avec Minino Garay).
- Tango, noche y guitarra, Rudi Flores, 2014, coll. Buda Musique/Ades (Prix Coup de cœur de l'Académie Charles-Cros en 2015)[32].
- Yokohama, Cyrius, 2017, Harmonia Mundi/Pias[33].
- Jazziro, Jairo, Baptiste Trotignon & Minino Garay, 2018, coll. 10h10/Sony Distribution[27].

### Afrique
- Ghana Musique de vin de palme, Kwabena Nyama, 2001, coll. Buda Musique/Ades (en collaboration avec Thomas Dorn)[34],[1].
- Gnawa home songs, 2006, Accords Croisés (Prix de l’Académie Charles-Cros en 2007)[35].

### Cuba
- Casa de la trova, 1998, Erato/Warner[36].
- La trova de las Faez, 2000, Erato/Warner[37].
- Cuba: La banda municipal de Santiago, vol. 1 & 2, 2001, coll. Buda Musique/Ades[38].
- La serenata Picante, 2002, Warner Jazz France[39].
- Repentistas ! Gardiens de verbes et de vaches, 2005, Accords Croisés[15].

### Haïti
- Fond-des-nègres / Fond-des-blancs, vol. 1 (musiques paysannes d’Haïti), coll. Musiques du monde, Music from the world, Buda Musique, produit dans le cadre du Projet Villa Médicis hors les murs 99[40].
- Haïti: Ti-Coca, vol. 43, 1999, coll. World Network/Harmonia Mundi[41].
- Fond-des-nègres / Fond-des-blancs, vol. 2 (musiques paysannes d’Haïti) : Royal Bonbon, 2004, coll. Musiques du monde, Music from the world, Buda Musique[42].

## Filmographie (documentaire)
Elle travaille en tant qu'assistante de réalisation pour Chasseur de paroles, un film d'Harold Vasselin, tourné au Mali en 1993 ; puis en tant que co-auteur pour le film Les illuminations de Madame Nerval, un film de Charles Najman tourné en milieu vaudou haïtien en 1999 et qui a reçu le prix Mario Ruspoli au Bilan du Film Ethnographique de Paris en 2000, ainsi que le Grand prix du Festival international du film documentaire de Kalamata (Grèce).